# Charles Hug

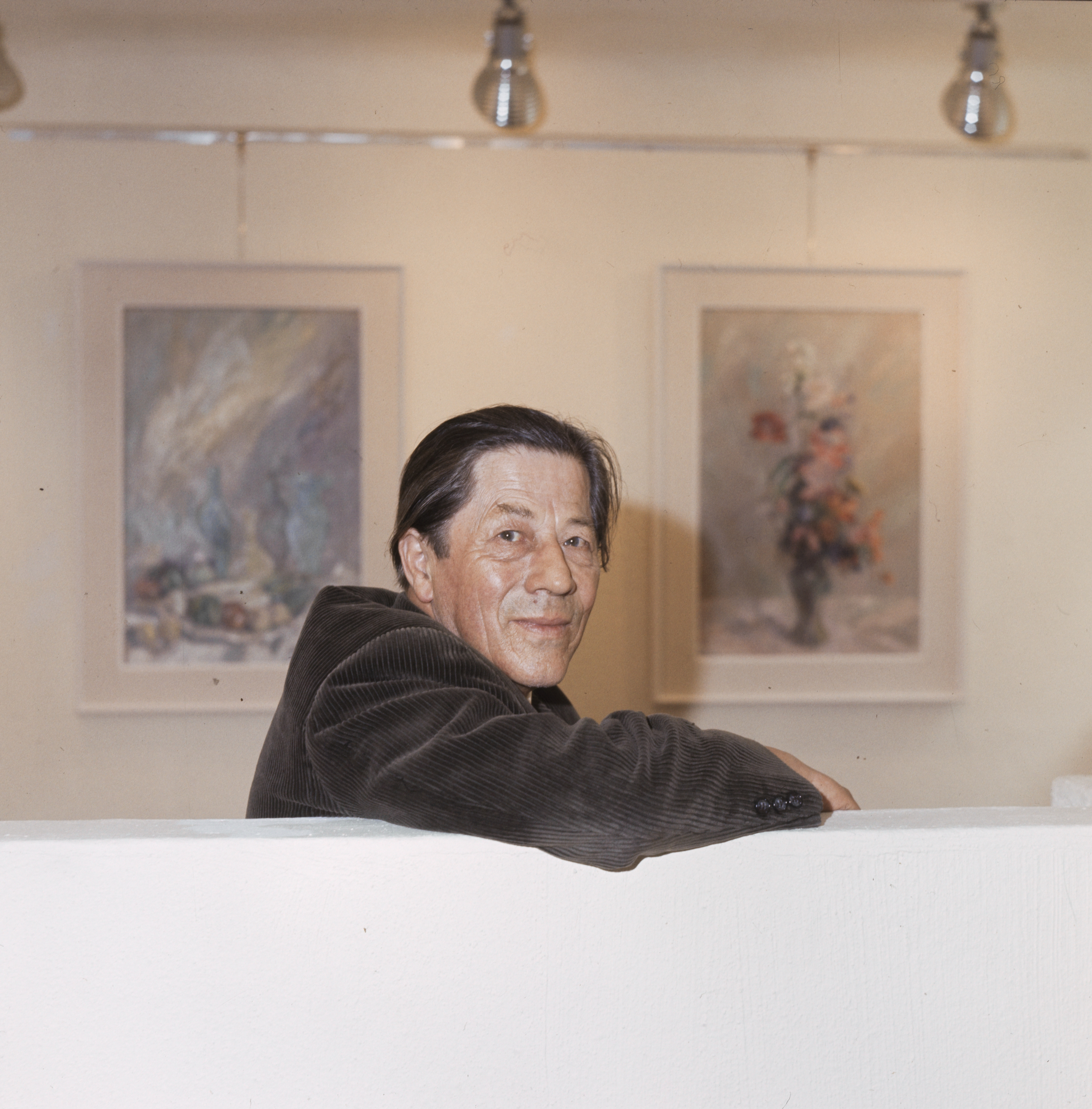
Charles Hug, ca. 1959

Charles Hug, ursprünglich Karl Hug (* 22. Juni 1899 in St. Gallen; † 7. Mai 1979 in Zürich), war ein Schweizer Maler, Zeichner und Buchillustrator.

## Leben und Werk

### Kindheit und Jugend (1899–1923)
Karl Hug verbrachte mit seinen beiden jüngeren Brüdern Jakob und Adolf Kindheit und Jugend in St. Gallen, wo seine Eltern das Gasthaus Zum Zeughaus bewirtschafteten. Der Vater, Karl Alois Hug, war ursprünglich Schriftsetzer gewesen und hatte nach Jahren in Norddeutschland das elterliche Wirtshaus übernommen. Die verräucherte Gaststube nennt sein Biograph Alfred Schüler „die erste Schule des Beobachtens für den Augenmenschen Hug“. Nach der Schulzeit musste er in einer Druckerei eine Maschinenmeisterlehre beginnen, die er jedoch nach einem Jahr abbrach. Er verdiente seinen Unterhalt als Bauarbeiter und besuchte in Abendkursen die Gewerbeschule St. Gallen, zunächst in der bautechnischen, später in der dekorativen Abteilung. In dieser Zeit entstanden erste Zeichnungen, Skizzen von Gästen aus dem Zeughaus, Porträts und Selbstporträts. Ab 1920, nach Absolvierung der Rekrutenschule in Monte Ceneri, arbeitete Hug als Schriftenmaler in Genf.

### Berlin Paris Berlin (1923–1926)
1923 zog Hug nach Berlin und besuchte Abendkurse in der Privatschule des Berliner Malers und Bildhauers Arthur Lewin-Funcke (Lewin-Funcke-Schule) und in der Berliner Lessing-Hochschule. Er fühlte sich künstlerisch zu den dortigen Lehrern Käthe Kollwitz und Max Liebermann, die ihn mit Empfehlungsschreiben unterstützten, aber auch zu Karl Walser und Lovis Corinth hingezogen. Fremd blieben ihm Grosz, Dix, auch die Dadaisten um Schwitters. Schwer erkrankt kehrte er 1925 nach St. Gallen zurück und nahm, genesen, dankbar Oskar Reinharts Stipendium für einen einmaligen Aufenthalt in Paris noch im selben Jahr an. Er arbeitete als Tellerwäscher, Hilfsmechaniker, Pelzsortierer, Reklamemaler, um länger in Paris bleiben zu können. Hug schwamm im Strom, überwältigt, nahm alles in sich auf: Museen, Theater, Kunstszene. Mit seiner Paris-Erfahrung reiste er im selben Jahr wieder nach Berlin, arbeitete als Pressezeichner und Reporter für die Kulturzeitschrift Der Querschnitt und Bruno Cassirers Kunst und Künstler und hatte so Gelegenheit, Theater und Varietés vor und hinter der Bühne zu besuchen. Er zeichnete, skizzierte, machte erste Lithographien, und er konnte an Gemeinschaftsausstellungen teilnehmen. Hug schloss sich den Kreisen um Liebermann, Lovis Corinth, Slevogt, Orlik, Karl Scheffler, Meier-Graefe, Flechtheim und Glaser an. Er blieb bis 1926: „Liebermann, Käthe Kollwitz, Curt Glaser kauften von meinen Skizzen und Zeichnungen, und noch einmal eine Kutschenfahrt durch den Tiergarten, ein Abendessen in der Austernbar, und ich verliess die Stadt an der Spree“. Die Hektik der Pressearbeit hatte Hug an den Rand des Nervenzusammenbruchs gebracht, und so folgte er dem Rat der Freunde und zog nach Paris.

### Paris (1926–1933)
Gleich zu Beginn seines zweiten Pariser Aufenthalts mietete er sich eine kleine Atelierwerkstatt, und er nannte sich ab sofort Charles Hug. Er entschied sich für den Künstlerberuf, auch wenn er nebenher anderen Arbeiten zum Broterwerb nachgehen musste. Und der Zeichner Hug entdeckte die Malerei für sich. Er studierte im Louvre Goya, van Gogh, Cézanne, Velázquez, Vermeer, begegnete Cocteau, Picasso, Segonzac, Matisse und freundete sich mit den Künstlerkollegen Max Gubler, Carl Roesch, Varlin und Meret Oppenheim an. Hug zeichnete und malte zahlreiche Artisten und Clowns aus dem Umfeld des Cirque Medrano, und auch er porträtierte Kiki de Montparnasse.
Mit seiner Lebensgefährtin Amrey Balsiger (1909–1999), der Tochter Mentona Mosers, fuhr Hug 1927 zunächst für einige Zeit nach Arles, wo er mit Max Hunziker arbeitete und vor allem die Erlebnisse der Stierkämpfe künstlerisch umsetzte. Von dort reisten sie für ein Jahr nach Tunis, Susa, Sfax und Kairuan. Dort porträtierte er Beduinenfrauen, Derwische, malte Hochzeitszeremonien und entdeckte für sich die „Landschaft, die er bis dahin nicht wahrgenommen hatte“. Er kehrte 1928 kurz nach Zürich zurück, wo er dem Leiter des Kunsthauses Zürich auffiel, der ihn sofort und in hervorgehobener Weise in eine Gruppenausstellung junger schweizerischer Maler integrierte. Zurück in Paris entstanden zahlreiche Porträts als Auftragsarbeiten, Akte, Selbstporträts, weitere Clownsbilder, Bilder von Pferderennen. Zum damals modernen Stil des Kubismus, Surrealismus, der abstrakten Malerei fand er keinen Zugang. Der Kunsthändler Daniel-Henry Kahnweiler wollte ihn unter Vertrag nehmen, nachdem er ihn 1930 in der Exposition de Portraits entdeckt hatte. Doch Charles Hug lehnte ab mit der Bemerkung: „Je ne vois pas les yeux de ma mère au carré.“
Die gegenständlichen Bilder, die in der Pariser Zeit entstanden, werden heute häufig seiner Silbergrauen Periode zugeordnet, einer Art monochromer Graustufen-Malerei. Hug wurde bekannter und konnte dank erfolgreicher Ausstellungen von seinem Künstlerberuf leben. Auch der Sammler Henri-Pierre Roché erwarb seine Bilder, „weil Hug in dieser Phase so eigenständig gewesen sei wie Picasso in der Temps bleu“. In der Zeitschrift Vogue erschienen viele seiner Clownsbilder.
Wie viele andere Künstler der Zeit interessierte sich auch Hug für künstlerische Produkte Schwarzafrikas: Er ersteigerte und kaufte von 1929 bis 1932 zahlreiche Masken der Wè und Dan aus der Region der heutigen Elfenbeinküste. (Sie befinden sich heute zum grössten Teil als Schenkung aus dem Nachlass im Zürcher Museum Rietberg.)
Charles Hug und Amrey Balsiger trennten sich 1931, nachdem sie den deutsch-niederländischen Maler Herbert Fiedler (1891–1962) kennengelernt hatte, den sie 1938 heiratete.

### Schweiz (1934–1979)

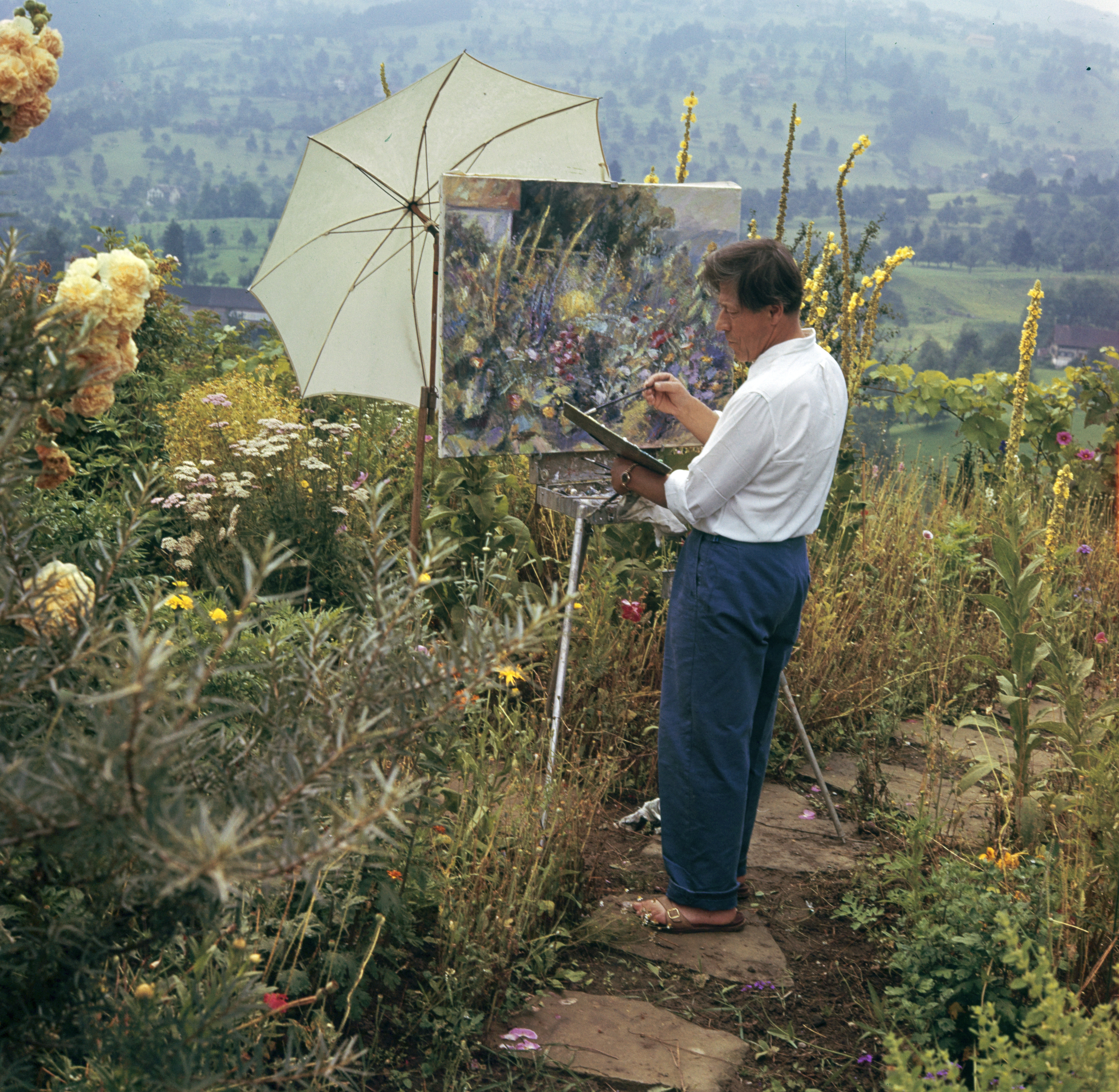
Charles Hug, ca. 1959

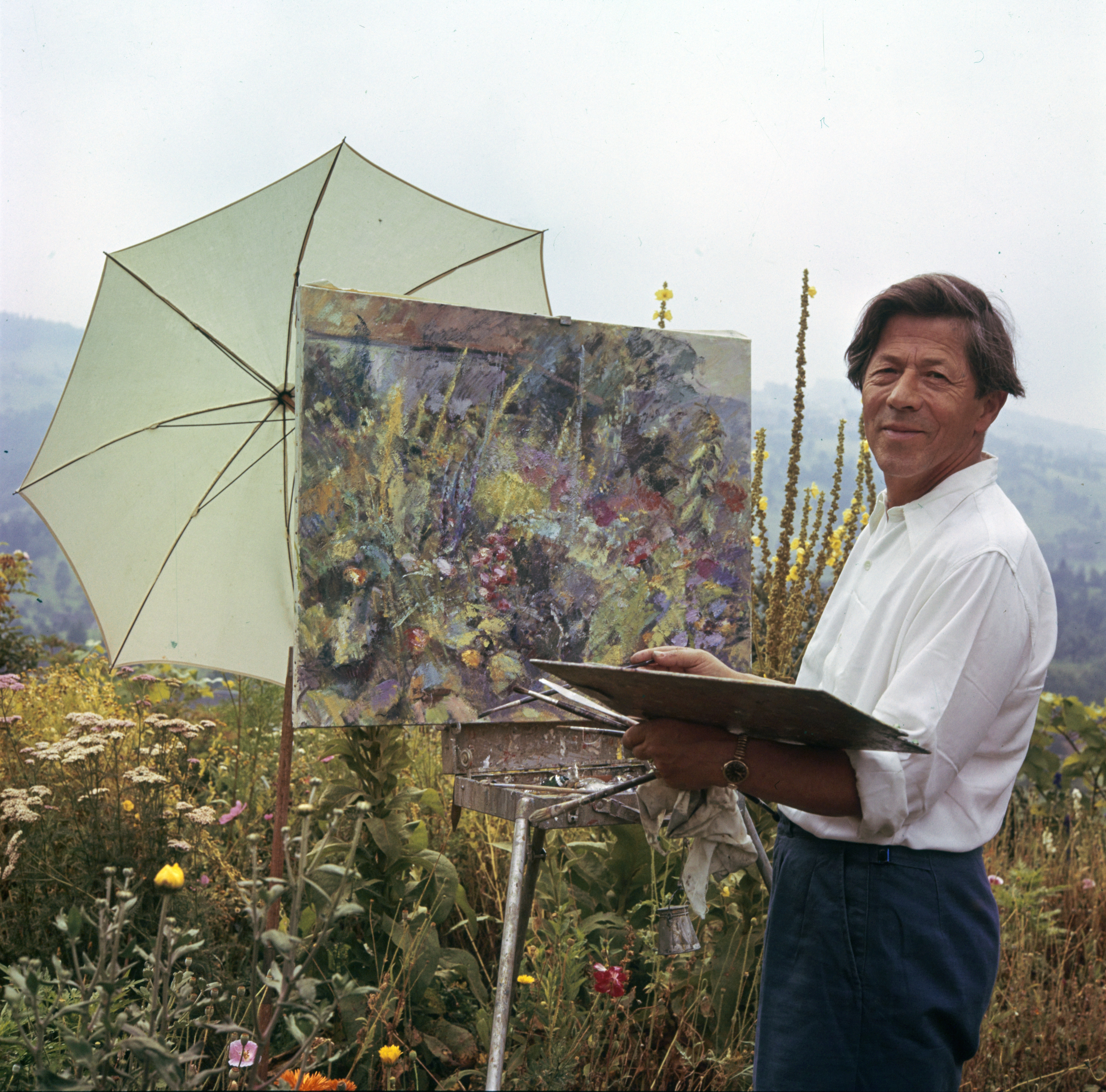
Charles Hug, ca. 1959

Hug machte 1932 die Bekanntschaft der St. Galler Violinistin Renée-Elisabeth Walz (1909–1979) und führte mit ihr einen intensiven Briefwechsel. 1934 kehrte er in die Schweiz zurück. Nach der Heirat im selben Jahr nahmen sie ihren Wohnsitz winters in Zürich und sommers in Greifenstein-Staad bei Rorschach, einem alten Bauernhaus mit grossem Garten und Blick auf den Bodensee. Er nahm weiterhin mit seinen Zeichnungen, Porträts und Landschaftsbildern an internationalen Ausstellungen teil (Brüssel, Tokio, Paris), konzentrierte sich jedoch nun in seinem Schaffen auf Früchte- und Blumenstillleben und Landschaften und widmete sich verstärkt seiner zeichnerischen und illustratorischen Arbeit. Für seine Illustrationen zu Conrad Ferdinand Meyers Der Schuß von der Kanzel und Gottfried Kellers Der Landvogt von Greifensee erhielt er 1938 und 1939 Auszeichnungen der Gottfried-Keller- und der C. F. Meyer-Stiftung.
Während des Zweiten Weltkriegs war Hug bis 1942 einfacher Kanonier im Aktivdienst der Schweizer Armee, danach bis Kriegsende zeichnender Armeereporter beim Pressebüro des Armeestabes. Viele seiner Reportagen wurden in der Neuen Zürcher Zeitung veröffentlicht. Nebenher und insgeheim führte er ein zeichnerisches Kriegstagebuch, das er erst 1979, kurz vor seinem Tod, zur Veröffentlichung freigab. Sein Vorwort zur Buchausgabe lautet: „Rund um unser Land tobte der Krieg / Im Osten im Westen / Im Süden im Norden / Städte und Dörfer wurden bombardiert / Flüchtlinge Verwundete und Tote säumten den Leidensweg / Ich hatte in den Ländern viele Freunde und Lebens-Begegnungen / Die vom Schicksal Getroffenen reden kaum / So sind die Zeichnungen entstanden aus Mitgefühl / Ohne Auftrag oder den Gedanken an eine Publikation / Ein Mahnmal in die Zukunft“. Darüber hinaus erhielt er 1944 den Auftrag, Werbeplakate für die Schweizer Spende, und 1945, sieben Wandgemälde für die Wanderausstellung Der Kriegsgefangene des Internationalen Komitees vom Roten Kreuz zu gestalten.

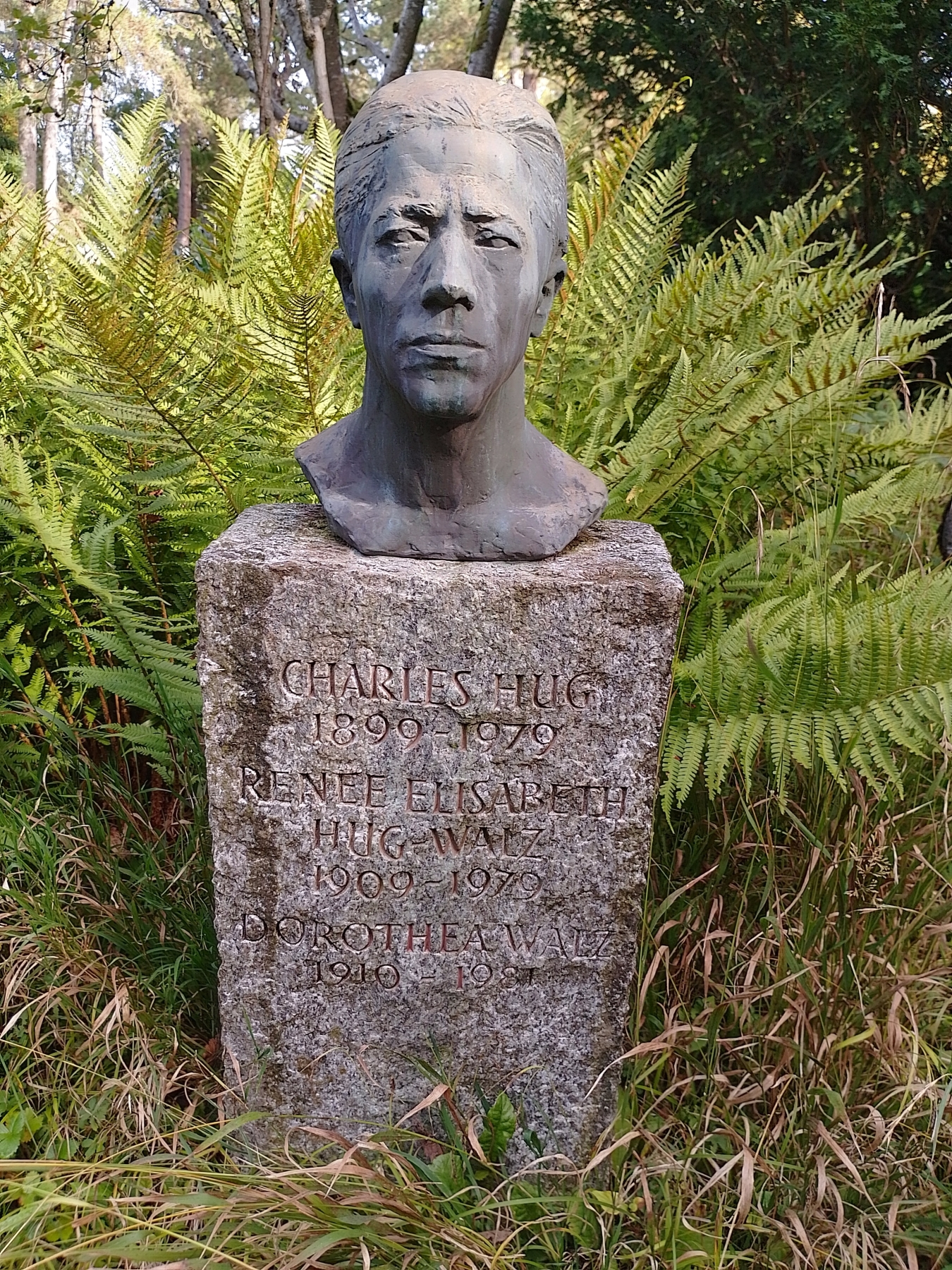
Grab-Sammlung, Friedhof Enzenbühl, Zürich

Nach dem Krieg unternahmen Charles und Renée Hug zahlreiche Reisen (Arles, Ägypten, New York, Amsterdam, London), die sein Schaffen ebenso beflügelten wie die sommerlichen Aufenthalte in Greifenstein. Die Städtebilder, Landschaften, Porträts, Stillleben und Gartenbilder zeugen von seinem künstlerischen Willen, das einmal für richtig Erkannte zu perfektionieren. Die Freunde Silvia und Ernst Schegg charakterisieren seine Kunst: „Es gibt in der Kunstgeschichte nicht viele Beispiele, wo eine Gartenlandschaft in diesem umfassenden Sinne ins Zentrum der Kunst versetzt ist. Am ehesten vielleicht noch die Seerosenbilder von Monet, wo das Werden, Sein, Blühen und Schweben ebenfalls zur Lebensmetapher und zum Objekt der Komposition wird. … Mit zahllosen nervösen Pinselstrichen, oft beinahe gewaltsamen Pinselhieben, Schicht um Schicht trug er die Farbe auf die weisse Leinwand auf und komponierte mit einem Meer von Farben, was er als inneres Bild auffing. Aus der Nähe betrachtet ist seine malerische Textur stark expressiv, mit einer äusserst nuancenreichen Palette. Als gesamtes Bild aber fügen sich Komposition und Farbe zu einem vermeintlich impressionistischen Eindruck – tatsächlich erweisen sie sich als eine charakteristische individuelle Bildarchitektur, die auch abstrakte Züge aufweist.“
In den letzten Lebensjahrzehnten nahm Charles Hug auch vermehrt Aufträge zur Illustration literarischer Werke an: Fast 50 Bücher mit treffenden Illustrationen zeugen von seiner intensiven Auseinandersetzung mit Werken von Flaubert, Keller, Meyer, Episthenes, Walser, Maupassant, Zola und zahlreichen weiteren Schriftstellern.
Am Tag vor der Eröffnung seiner ersten grossen Werkschau im Kunsthaus Zürich, die er noch mitgestalten konnte, erlag Charles Hug einem Schlaganfall, seine Frau verstarb drei Monate später. Das Bauernhaus-Atelier in Greifenstein wurde von den Nachlassverwaltern zu einem Wohnhausmuseum Charles Hug umgestaltet und war bis 2002 der Öffentlichkeit zugänglich.
Charles Hug fand seine letzte Ruhestätte auf dem Friedhof Enzenbühl in Zürich.

## Werke
- Cirque, Suite von sechs Kaltnadelradierungen, Edition aux Quatre-Chemins, Paris 1929
- Werbeplakate für die Schweizer Spende, 1944/1945
- Der Kriegsgefangene, Sieben Wandbilder für eine Wanderausstellung des Internationalen Komitees vom Roten Kreuz, Genf 1945
- Neunteiliges Fresko für die Kapelle des kantonalen Krankenhauses Walenstadt, 1960/1961
- Corrida, Mappe mit 22 Originallithografien, 1963
- 1939–1945. 41 Zeichnungen, Edition Chroma, Montreux 1979, ISBN 3-7173-0009-1
- Porträts - 28 ausgewählte Zeichnungen 1920–1975, Edition Chroma, Montreux 1983
- Circusvolk - 60 ausgewählte Zeichnungen, mit einem Vorwort von Dimitri, Edition Chroma, Montreux 1985

Werke von Charles Hug sind unter anderem in diesen Sammlungen vertreten: Kunsthalle Basel, Kunstmuseum St. Gallen, Kunsthaus Zürich, Graphische Sammlung der ETH Zürich.

### Illustrierte Bücher (Auswahl)
- Conrad Ferdinand Meyer: Der Schuß von der Kanzel, Zürich 1938
- Albin Zollinger: Gedichte, Zürich 1938
- Bernhard Diebold: Italienische Suite, Zürich 1939
- Gustave Flaubert: Madame Bovary, Zürich 1939
- Gottfried Keller: Der Landvogt von Greifensee, Zürich 1939
- Episthenes: Die Gedichte des Episthenes, Zürich 1949
- Max Frisch: Blätter aus dem Brotsack, Zürich 1940
- Gottfried Keller: Das Tagebuch und das Traumbuch, Basel 1942
- Robert Walser: Vom Glück des Unglücks und der Armut, Basel 1944
- Gustave Flaubert: Die Schule der Empfindsamkeit, Zürich 1946
- Guy de Maupassant: Contes choisis, Zürich 1947
- Gottfried Keller: Sieben Legenden, Zürich 1951
- Thornton Wilder: Die Brücke von San Luis Rey, Zürich 1951
- Antoine-François Prévost: Manon Lescaut, Zürich 1952
- Guy de Maupassant: Die schönsten Novellen, Zürich 1955.
- Guy de Maupassant: Launen des Schicksals, Zürich 1956
- Albin Zollinger: Die Russenpferde und andere Erzählungen, Basel 1960
- Alphonse Daudet: Sappho. Ein Pariser Sittenbild, Zürich 1961
- Emanuel Stickelberger: Hans Waldmanns letzte Tage. Eine Episode aus der Schweizer Geschichte, Zürich 1973
- Michelangelo Buonarotti: Sonetti. Una scelta, Zürich 1973

## Ausstellungen
- 1928 Kunsthaus Zürich: Johann Ammann, August Aeppli, Paul Bachmann, Max Billeter, Ernst Frey, Charles Hug, Ernst Kempter, Armin Koller, Franz Joseph Rederer, Arthur Riedel, Adolf Schnider, Martha Sigg, August Speck, Werner Weber, Gustave Jeanneret[9]
- 1929 Galerie des Quatre Chemins, Paris: Les peintres du cirque (mit Christian Bérard, Pablo Picasso, Jean Cocteau u. a.)
- 1929 Galerie Balzac New York: Beteiligung an einer Ausstellung französischer Malerei
- 1930 Galerie Mettler Paris: Exposition de Portraits (mit Werken von Ingres bis Picasso)
- 1930 Kunstmuseum St. Gallen
- 1931 Galerie Forter, Zürich (mit Amrey Balsiger)
- 1935 Musée des Beaux-Arts, Brüssel: Les Artistes de Paris 1925–1935
- 1935 Tokio (mit Matisse und Dufy)
- 1936 Kunsthaus Zürich: Fritz Boscovits, Pietro Chiesa, Alfred Marxer, Eduard Bick, Arnold Brügger, Adolf Fehr, Hermann Huber, Charles Hug, Helen Labhardt, Alexander Soldenhoff
- 1949 Kunsthalle Basel (mit Édouard Vuillard)
- 1952/1953 Schweizerische Botschaft Kairo
- 1957 Heiden Kursaalgalerie
- 1959 Helmhaus Zürich
- 1961 Kunstmuseum St. Gallen: Charles Hug
- 1962 Kunstmuseum Thun im Rahmen der Ausstellung Schweizer Buchillustratoren
- 1965 Thal (mit Otto Rausch)
- 1967/68 Zürich, Kunstsalon Wolfsberg
- 1966 Zürich, Galerie Läubli
- 1974 Staad SG, Galerie Schloss Greifenstein
- 1976 Amsterdam, Galerie Douwes
- 1979 Kunsthaus Zürich: Charles Hug
- 1985 Künstlerhaus Bregenz
- 1993 Ōgaki (Japan): Between Friends: Commemorative Exhibition of Rokuro Yabashi and Charles Hug
- 1994 Wangen im Allgäu: Städtische Galerie in der Badstube
- 1999 Pfäffikon, Seedamm Kulturzentrum am Zürichsee: Gedenkausstellung Charles Hug zum 100. Geburtstag
- 2010 museumbickel in Walenstadt: Retrospektive Gültig; Menschen im Werk von Charles Hug

## Auszeichnungen
- 1938 Preis der Gottfried Keller-Stiftung
- 1939 Conrad-Ferdinand-Meyer-Preis